# Nature Reviews Materials
Nature Reviews Materials — це щомісячний рецензований науковий журнал, видавництва Nature Portfolio. Він був заснований у 2016 році і видається у форматі онлайн-журналу. Журнал охоплює всі теми матеріалознавства. У ньому подано огляди та перспективи, які були зроблені на замовлення редакції. Головний редактор — Джулія Пачкіоні.

## Цілі та сфера застосування
Nature Reviews Materials має на меті охопити виготовлення, вимірювання, моделювання та виробництво матеріалів, таким чином, розглядаючи матеріалознавство по всьому шляху: від лабораторних відкриттів до функціональних пристроїв.
Огляди та перспективи на замовлення редакції.
Дослідницькі напрямки, які охоплює журнал, включають:
- М'яка матерія (Soft Matter)[4]
- Біоматеріали[5], біо-натхненні[6][7] та біомедичні матеріали[8]
- Оптичні[9][10], фотонні[11] та оптоелектронні матеріали[12]
- Магнітні матеріали[13]
- Матеріали для електроніки[14][15]
- Надпровідники[16]
- Інженерні та конструкційні матеріали[17] (метали, сплави, кераміка, композити[18])
- Двовимірні матеріали[19]
- Поверхні та тонкі плівки[20]
- Пристрої та матеріали для пристроїв[21]
- Каталітичні[22] та розділові матеріали
- Енергетичні матеріали[22]
- Матеріали для сталого розвитку
- Нанотехнології[23][24][25]
- Моделювання та теорія матеріалів
- Методи синтезу, обробки та характеристики
- Виготовлення матеріалів

## Реферування та індексування
Відповідно до Journal Citation Reports, імпакт-фактор журналу на 2021 рік становить 76,679, що ставить його на 1-е місце серед 345 журналів у категорії «Матеріалознавство, мультидисциплінарне»